# 陳氏玉琰
陳氏玉琰（越南语：／，?—?），越南鄭阮紛爭時期鄭主仁王鄭棡的次妃。
陳氏玉琰是懿安县添禄社人。她的生卒年不详。滚郡公之女，大王陈公桓之孙女。陳氏玉琰為鄭棡生下兒子乡郡公鄭橋，她的妹妹陳氏玉嬪也是鄭棡的次妃。去世后葬在平陵县永泗寨，谥号慈贞。